# Diacidia
Diacidia là một chi thực vật có hoa trong họ Malpighiaceae.

## Loài
Chi Diacidia gồm các loài: